# Öster Bännbäck
Öster Bännbäck är en by i Möklinta distrikt (Möklinta socken) i Sala kommun, Västmanlands län (Västmanland). Byn ligger vid änden av Länsväg 842, vid Dalälven som här utgör gräns mot Avesta kommun och Dalarnas län, cirka 13 kilometer norrut från tätorten Möklinta.